# Temple de l’Amour (Versailles)

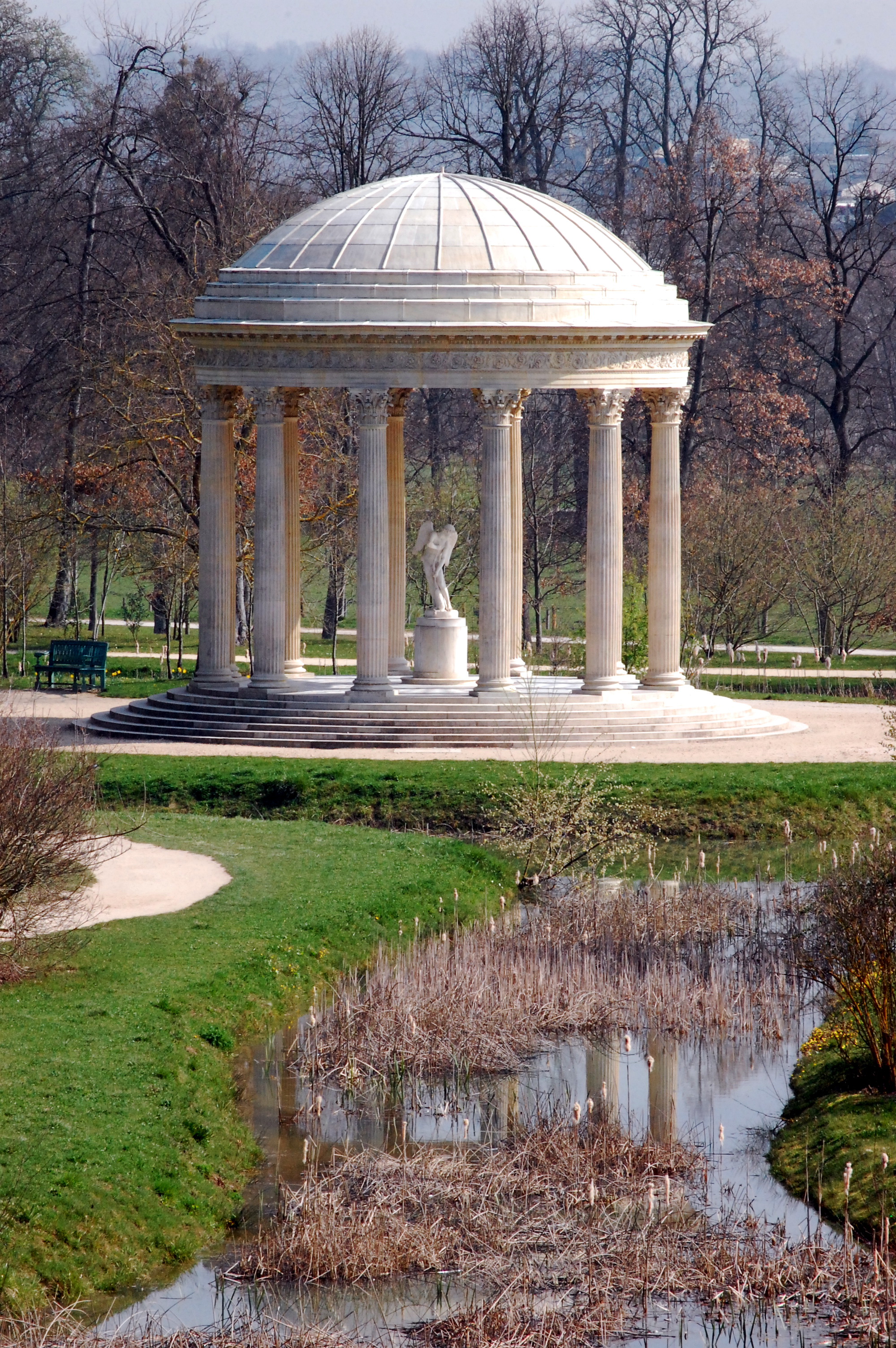
Der Temple de l’Amour vom Petit Trianon aus gesehen

Der Temple de l’Amour (deutsch Tempel des Amor, fälschlicherweise auch als Liebestempel übersetzt) ist ein klassizistischer Säulenbau im Park von Schloss Versailles in Frankreich. Er wurde im Jahr 1778 im englischen Garten auf einer künstlichen Insel östlich vom Petit Trianon errichtet.

## Beschreibung und Geschichte
Der Tempel wurde vom Architekten Richard Mique aus Marmor gestaltet; als Vorlage diente der Tempel der Vesta in Rom. Seine Einweihung erfolgte bei einer feierlichen Zeremonie am 3. September 1778. Marie-Antoinette konnte den Tempel von den Fenstern ihres Zimmers im Petit Trianon aus sehen, aber auch von denen des Königs im Dachgeschoss.
Der Tholos befindet sich erhöht auf einem Sockel und ist von allen Seiten durch eine siebenstufige Rundtreppe zugänglich. Er besteht aus zwölf korinthischen Alabastersäulen, die eine mit Steinkassetten verzierte Kuppel tragen. Skulpturen aus Gips und Holz von Joseph Deschamps, der auch die Vormodelle aus Wachs anfertigte, schmücken die Säulenkapitelle. Das Zentrum der Kuppeldecke ist mit einer Trophäe von zwei Metern Durchmesser dekoriert und wird von einem Blumenwulst umschlossen, der mit Attributen des römischen Liebesgottes Amor ausgestattet ist („Kränze aus Rosen, Pfeilköcher, Brandfackeln, mit Bändern verbundene Pfeile, die von Rosen und Olivenblättern umschlungen werden.“). Der Boden besteht aus weißem, gemasertem Marmor mit rot umrandeten Kompartimenten, zwischen den Säulen sind Streifen aus flämischem Marmor eingefasst.
Deschamps sah für die Mitte des Bauwerks eine Amorette vor, man entschied sich jedoch stattdessen für eine Statue von Edmé Bouchardon mit dem Motiv: Amor schnitzt sich einen Bogen aus der Keule des Herkules. Dieses Werk, vom königlichen Baudirektor Philibert Orry unter Ludwig XV. in Auftrag gegeben und für die Aufstellung im Herkulessalon bestimmt, war wahrscheinlich zu innovativ für die damalige Zeit. Wegen ihrer „Nacktheit und jugendlichen Sinnlichkeit“ musste sie in die Orangerie von Schloss Choisy verlegt werden. Madame Pompadour ließ währenddessen für ihr Schloss Bellevue in Meudon (Hauts-de-Seine) eine Kopie anfertigen, die „ihre Tanten“ 1774 alsbald wieder entfernen ließen.
Die Skulptur im Zentrum des Tempels ist ebenfalls eine Kopie, die an einen anderen Bildhauer, Louis-Philippe Mouchy, im September 1778 in Auftrag gegeben und von diesem 1780 ausgeführt wurde. Sie wurde zur Revolutionszeit ins Musée spécial de l’École française gegeben, gelangte danach in die Orangerie von Schloss Saint-Cloud, bevor sie dann 1816 wieder ihren Platz im Temple de l’Amour einnahm. Das Original wurde auf Befehl von Königin Marie-Antoinette ins Louvre verlegt, wo es heute noch aufbewahrt wird. 1805 wurde die verschwundene Statue im Tempel unterdessen durch eine Statuengruppe von Vassé ersetzt, die Venus und Amor darstellte.
1778 wurden auf der den Tempel umgebenden Insel Paradiesapfelbäume und Schneeballrosen gepflanzt, die wohlriechende Düfte verströmten, heute aber nicht mehr vorhanden sind.
Im Rahmen zahlreicher Abendveranstaltungen kam es immer häufiger zu Beschädigungen, die Ende des 19. Jahrhunderts zu einer Restaurierung des Bodens geführt haben. Eine vollständige Restaurierung, einschließlich einer Befestigung der Säulen, wurde 2005/2006 vorgenommen.

## Galerie

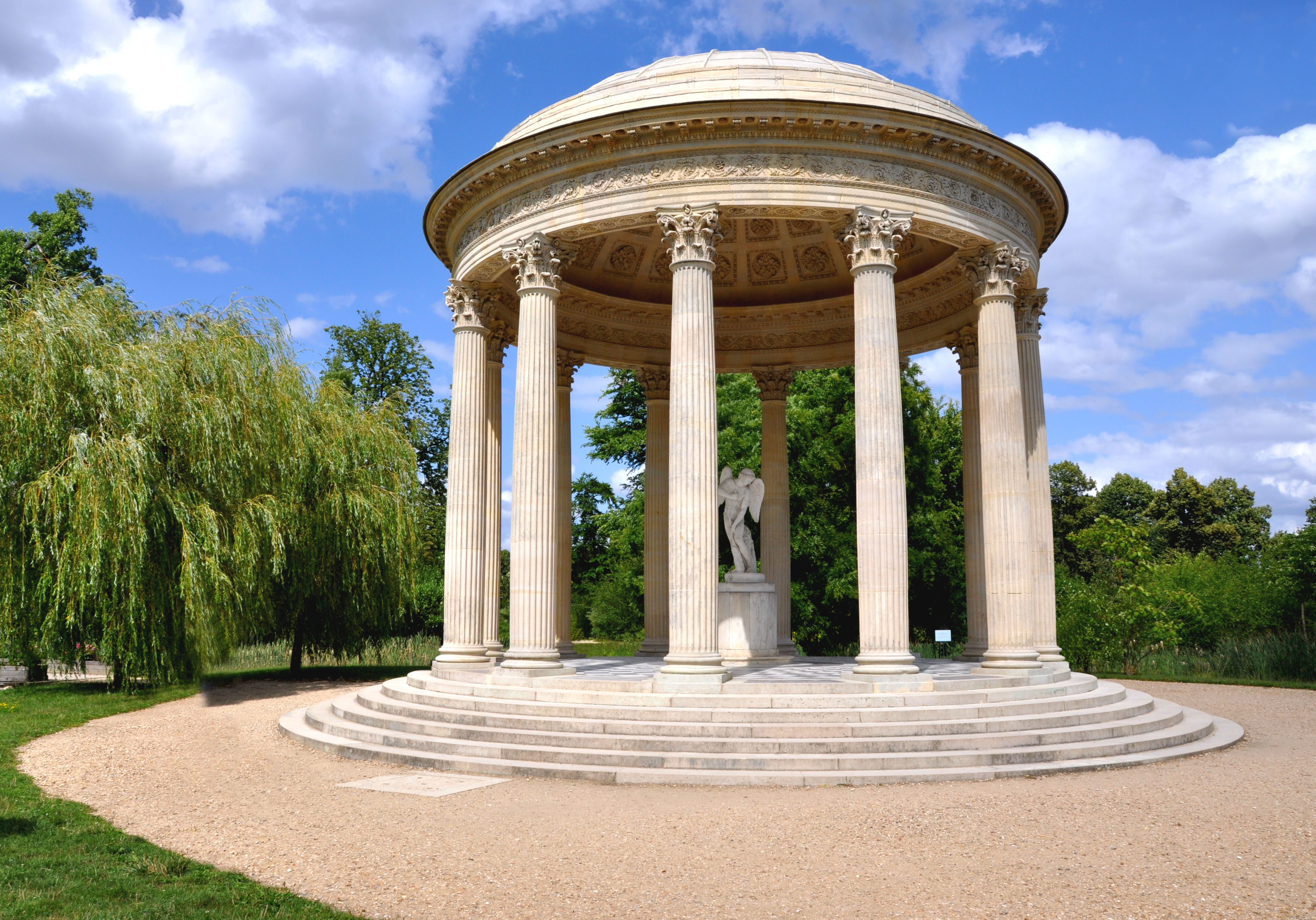
Temple de l’Amour
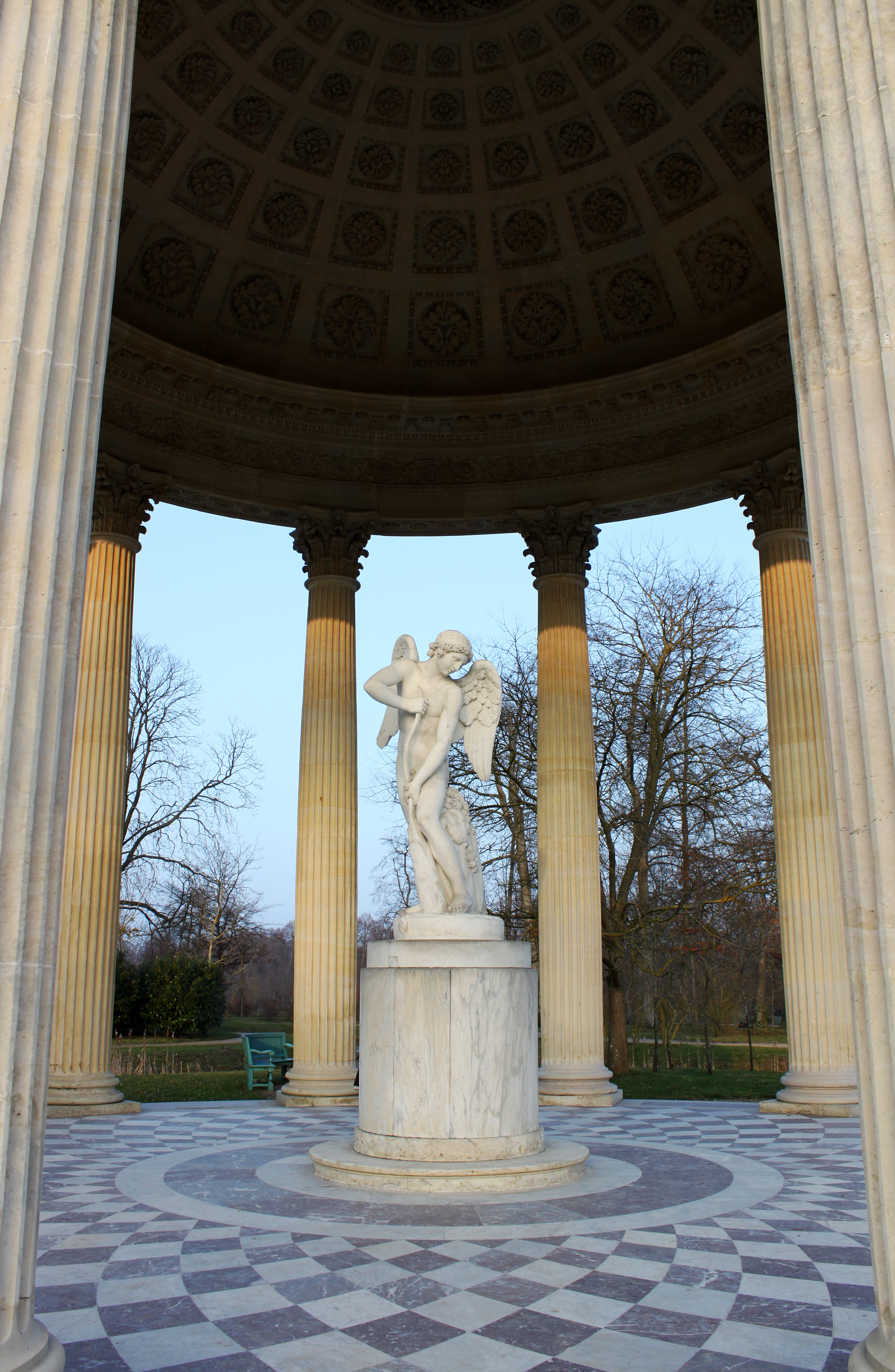
Innenansicht
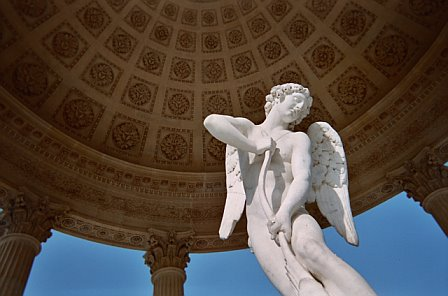
Kassettendecke und Statue
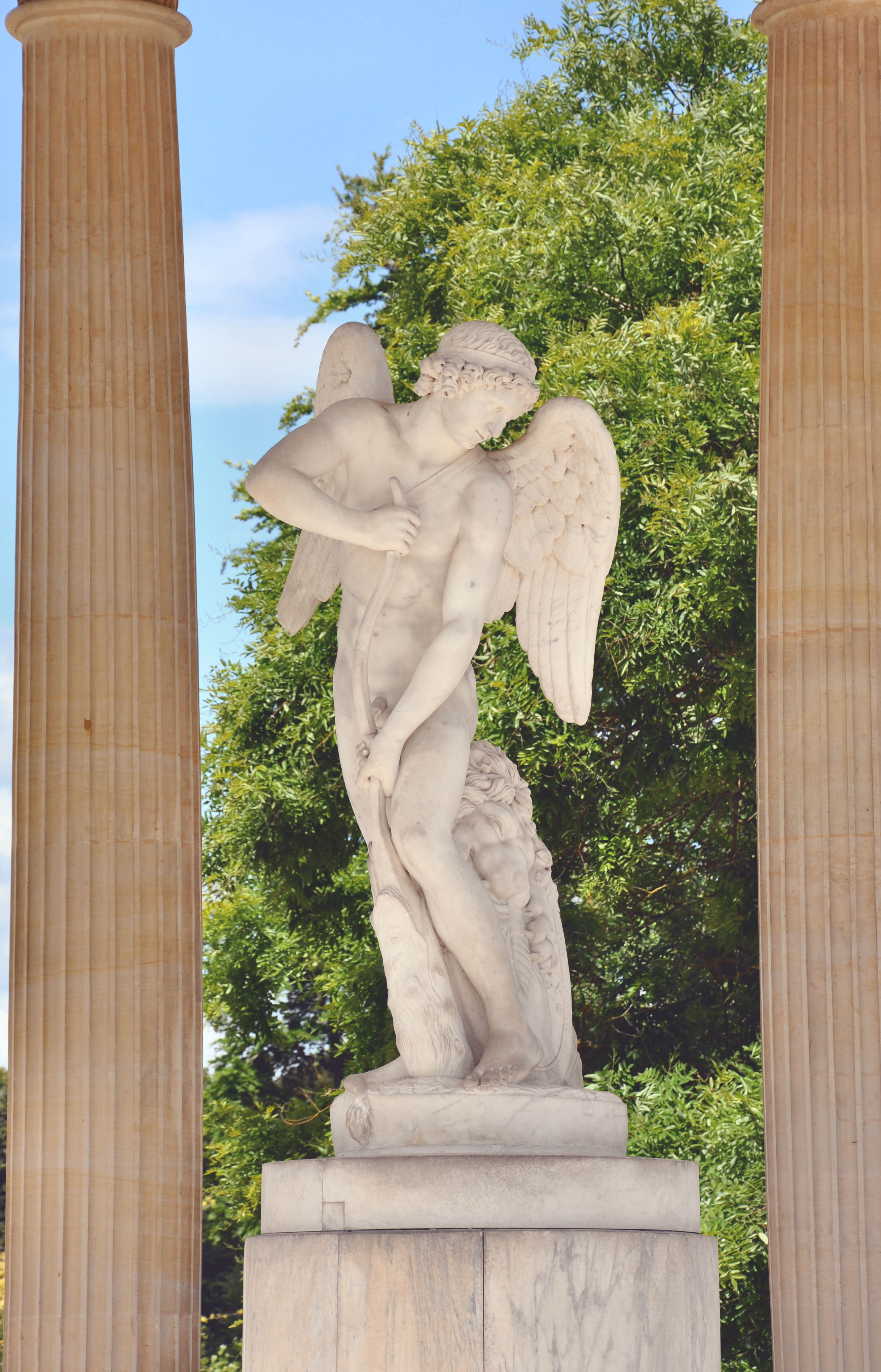
Amor schnitzt sich einen Bogen aus der Keule des Herkules von Louis-Philippe Mouchy